# Solanum acayucense
Solanum acayucense är en potatisväxtart som beskrevs av Sessé och José Mariano Mociño. Solanum acayucense ingår i släktet skattor som ingår i familjen potatisväxter. Inga underarter finns listade i Catalogue of Life.